# Liste der Naturdenkmale in Lauterach (Alb-Donau-Kreis)
| Naturdenkmale | Anzahl |
| ------------- | ------ |
| FND           | 19     |
| END           | 17     |
| Gesamt        | 36     |

Die Liste der Naturdenkmale in Lauterach nennt die verordneten Naturdenkmale (ND) der im baden-württembergischen Alb-Donau-Kreis liegenden Gemeinde Lauterach. In Lauterach gibt es insgesamt 36 als Naturdenkmal geschützte Objekte, davon 19 flächenhafte Naturdenkmale (FND) und 17 Einzelgebilde-Naturdenkmale (END).
Stand: 1. November 2016.

## Flächenhafte Naturdenkmale (FND)
| Name                                                              | Bild | Kennung     | Einzelheiten            | Position | Fläche Hektar | Datum        |
| ----------------------------------------------------------------- | ---- | ----------- | ----------------------- | -------- | ------------- | ------------ |
| Bärenhöhle                                                        | BW   | 84250730032 | Lauterach               | ⊙        | 0,0           | 9. Aug. 1999 |
| Feldgehölz                                                        | BW   | 84250730034 | Lauterach               | ⊙        | 0,0           | 9. Aug. 1999 |
| Fels der Burg „Reichenstein“                                      | BW   | 84250730029 | Lauterach               | ⊙        | 0,2           | 9. Aug. 1999 |
| Felsen mit Zigeunerhöhle                                          | BW   | 84250730013 | Lauterach               | ⊙        | 0,1           | 9. Aug. 1999 |
| Felsental mit Märzenbechern                                       | BW   | 84250730027 | Lauterach               | ⊙        | 2,5           | 9. Aug. 1999 |
| Feuchtgebiet und Baumbestand (33a bis c)                          | BW   | 84250730033 | Lauterach               | ⊙        | 0,9           | 9. Aug. 1999 |
| Feuchtgebiet                                                      | BW   | 84250730024 | Lauterach               | ⊙        | 0,8           | 9. Aug. 1999 |
| Klammerfels                                                       | BW   | 84250730007 | Lauterach               | ⊙        | 0,8           | 9. Aug. 1999 |
| Kreuzberg mit Winterlinde (28a und b)                             | BW   | 84250730028 | Lauterach               | ⊙        | 0,8           | 9. Aug. 1999 |
| Küchenschellenhügel                                               | BW   | 84250730011 | Lauterach               | ⊙        | 0,9           | 9. Aug. 1999 |
| Lauterlauf mit Wasserfall und Tuffsteinbruch (30a und b)          |      | 84250730030 | Lauterach               | ⊙        | 2,1           | 9. Aug. 1999 |
| Lauterniederung mit kleiner Quelle und Brandungshöhle (10a bis c) | BW   | 84250730010 | Lauterach               | ⊙        | 1,4           | 9. Aug. 1999 |
| Magerer Hang                                                      | BW   | 84250730015 | Lauterach               | ⊙        | 0,3           | 9. Aug. 1999 |
| Magerhang mit 2 Winterlinden und 1 Wildbirne (5a bis d)           | BW   | 84250730005 | Lauterach               | ⊙        | 0,2           | 9. Aug. 1999 |
| Märzenbecherhang                                                  | BW   | 84250730014 | Lauterach               | ⊙        | 1,0           | 9. Aug. 1999 |
| Mühlefelsen mit Magerrasen                                        | BW   | 84250730016 | Lauterach               | ⊙        | 0,4           | 9. Aug. 1999 |
| Quellsumpf                                                        | BW   | 84250730022 | Lauterach               | ⊙        | 1,1           | 9. Aug. 1999 |
| Steinkreuzfels                                                    | BW   | 84250730009 | Lauterach               | ⊙        | 0,1           | 9. Aug. 1999 |
| Trockenrasen und 2 Hainbuchen (36a bis c)                         | BW   | 84250730036 | Lauterach, Rechtenstein | ⊙        | 0,2           | 9. Aug. 1999 |
| Legende für Naturdenkmal                                          |      |             |                         |          |               |              |

## Einzelgebilde (END)
| Name                                              | Bild | Kennung     | Einzelheiten                                          | Position | Fläche Hektar | Datum        |
| ------------------------------------------------- | ---- | ----------- | ----------------------------------------------------- | -------- | ------------- | ------------ |
| Friedenslinde und Linde am Steinkreuz (26a und b) | BW   | 84250730026 | Lauterach Nicht mehr in der LUBW-Datenbank vorhanden. | ⊙        | 0,0           | 9. Aug. 1999 |
| 1 Feldahorn                                       | BW   | 84250730021 | Lauterach                                             | ⊙        | 0,0           | 9. Aug. 1999 |
| 1 Linde und 1 Kastanie (35 a und b)               | BW   | 84250730035 | Lauterach                                             | ⊙        | 0,0           | 9. Aug. 1999 |
| 1 Rotbuche                                        | BW   | 84250730020 | Lauterach Nicht mehr in der LUBW-Datenbank vorhanden. | ⊙        | 0,0           | 9. Aug. 1999 |
| 1 Stieleiche                                      | BW   | 84250730012 | Lauterach                                             | ⊙        | 0,0           | 9. Aug. 1999 |
| 1 Stieleiche                                      | BW   | 84250730017 | Lauterach                                             | ⊙        | 0,0           | 9. Aug. 1999 |
| 1 Weidbuche                                       | BW   | 84250730001 | Lauterach                                             | ⊙        | 0,0           | 9. Aug. 1999 |
| 1 Weidbuche                                       | BW   | 84250730002 | Lauterach                                             | ⊙        | 0,0           | 9. Aug. 1999 |
| 1 Weidbuche                                       | BW   | 84250730037 | Lauterach                                             | ⊙        | 0,0           | 9. Aug. 1999 |
| 1 Wildbirne                                       | BW   | 84250730003 | Lauterach                                             | ⊙        | 0,0           | 9. Aug. 1999 |
| 1 Wildbirne                                       | BW   | 84250730018 | Lauterach                                             | ⊙        | 0,0           | 9. Aug. 1999 |
| 1 Winterlinde                                     | BW   | 84250730006 | Lauterach                                             | ⊙        | 0,0           | 9. Aug. 1999 |
| 1 Winterlinde                                     | BW   | 84250730008 | Lauterach                                             | ⊙        | 0,0           | 9. Aug. 1999 |
| 1 Winterlinde                                     | BW   | 84250730025 | Lauterach                                             | ⊙        | 0,0           | 9. Aug. 1999 |
| 2 Buchen (31a und b)                              | BW   | 84250730031 | Lauterach                                             | ⊙        | 0,0           | 9. Aug. 1999 |
| 2 Linden am Feldkreuz (a und b)                   | BW   | 84250730023 | Lauterach                                             | ⊙        | 0,0           | 9. Aug. 1999 |
| 3 Winterlinden beim Steinkreuz (4a bis c)         | BW   | 84250730004 | Lauterach                                             | ⊙        | 0,0           | 9. Aug. 1999 |
| Legende für Naturdenkmal                          |      |             |                                                       |          |               |              |